# Franck Maurice
Franck Maurice (* 10. Dezember 1971 in Paris) ist ein französischer Handballtrainer. Als Handballspieler wurde er als Linksaußen oder als mittlerer Rückraumspieler eingesetzt.

## Spielerlaufbahn

### Verein
Maurice lernte das Handballspielen bei USM Gagny, mit dem er auch in der ersten französischen Liga debütierte. Ab 1995 spielte er für US Ivry HB, mit dem er 1996 die Coupe de France und 1997 die Meisterschaft gewann. Anschließend lief er je eine Saison für AC Boulogne-Billancourt und nach dessen Abstieg für den Zweitligaaufsteiger OM 13 CR auf. Von 1999 bis zu seinem Karriereende 2002 spielte er für USAM Nîmes Gard, mit dem ihm im Sommer 2001 der Aufstieg in die erste Liga gelang.

### Nationalmannschaft
In der französischen A-Nationalmannschaft debütierte Maurice im Jahr 1994. Bis 1996 bestritt er 21 Länderspiele. Beim World Cup 1996 kam er mit der Auswahl auf den dritten Platz. Bei der Europameisterschaft 1996 warf er neun Tore in drei Partien und belegte mit Frankreich den siebten Rang.

## Trainerlaufbahn
Zunächst arbeitete Franck Maurice in der Jugendabteilung von ES Besançon, ehe er 2006 die erste Mannschaft in der dritten Liga übernahm. In seiner ersten Saison gelang der Aufstieg in die zweite Liga und in seiner zweiten Spielzeit der dortige Klassenerhalt. Von 2008 bis zum Konkurs des Vereins 2013 betreute er den Zweitligisten US Saintes. Daraufhin kehrte er in das Leistungszentrum von USAM Nîmes Gard zurück. Im November 2014 wurde er in Nîmes Cheftrainer. Die Saison 2019/20 beendete man auf dem dritten Platz der ersten Liga, der besten Platzierung seit 1994. Im März 2022 trennte sich der Verein von Maurice vorzeitig. Ab Sommer 2022 war er Trainer von Dunkerque HBGL. Nach der Saison 2024/25 endet sein Engagement bei Dunkerque HBGL. Daraufhin übernahm er den ägyptischen Erstligisten al Zamalek SC.